# 外外百老匯

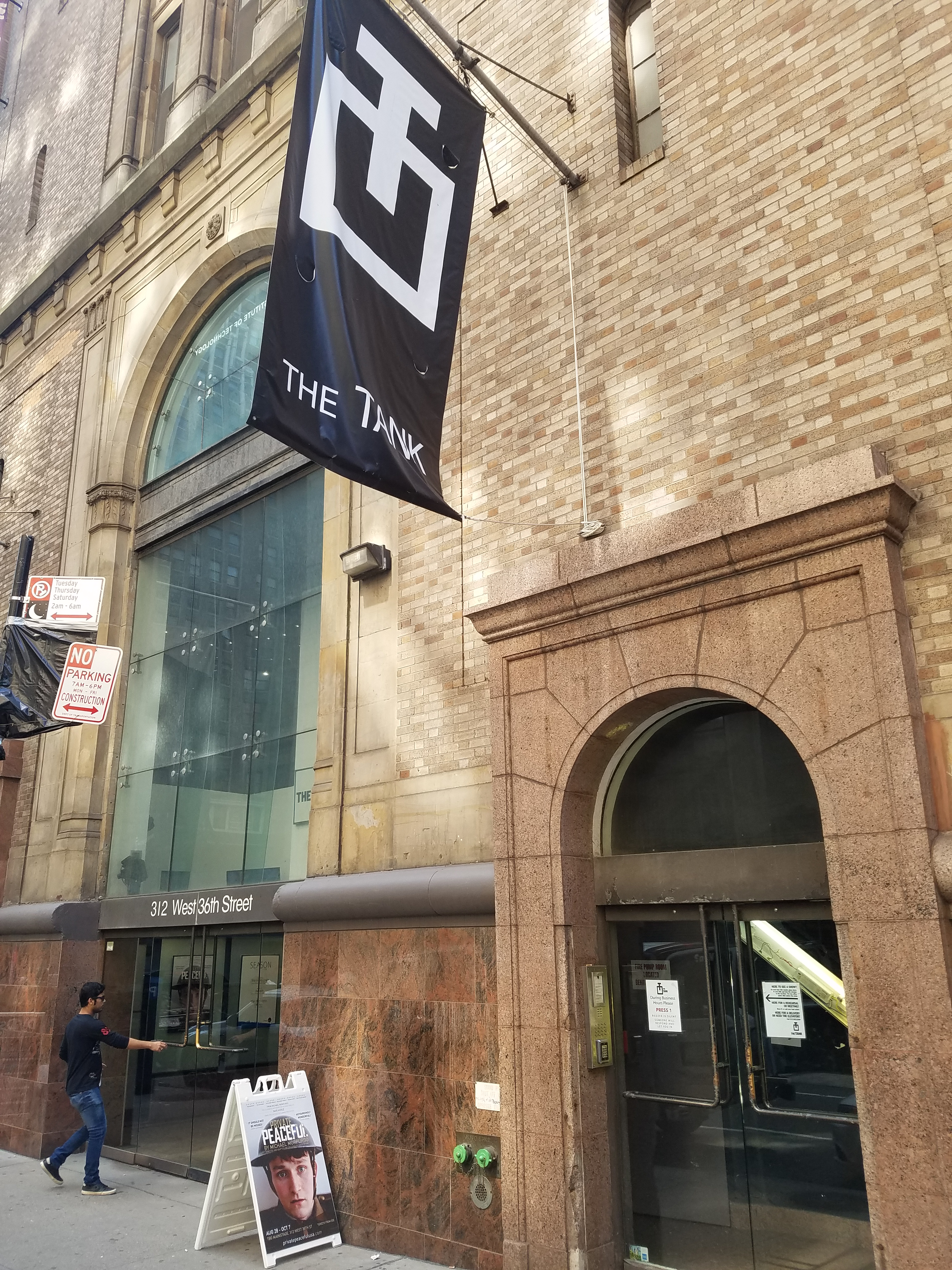
箱剧院是位于曼哈顿的外外百老汇剧院

外外百老汇（英語：Off-Off-Broadway）是指位于美国纽约市的一些规模比百老汇及外百老汇剧院更小的剧院，通常只有不到100个座位。外外百老汇运动是1958年反商业和实验性或前卫性戏剧和舞台剧运动的一部分。不过随着时间的推移，现在的一些外外百老汇作品已经脱离了其运动早期的实验精神。

## 发展历史
外外百老汇运动始于1958年，其宗旨在于“完全拒绝商业剧院”。迈克尔·史密斯（Michael Smith）将这个名词的发明归功于杰瑞·高默（Jerry Tallmer）。很快，第一批“外外百老汇”剧场在格林尼治村的咖啡馆中出现，尤其是位于柯尼利亚街31号的西诺咖啡馆。西诺咖啡馆由乔·西诺经营，他很早就对演员和剧作家表示欢迎并同意他们在自己的场地里上演戏剧，而且他不会事先去了解戏剧剧本，甚至不会去了解剧本的内容。而西诺咖啡馆的DIY美学也影响了剧作家和导演们，他们开始尝试利用废弃物品进行再开发，利用附近街道废弃的物品来制作舞台背景。拉马马实验剧团的艾伦·斯图尔特和位于耶德逊纪念教堂内耶德逊诗人剧场的阿尔·卡明斯也是外外百老汇崛起的重要人物。其他上演过大量外外百老汇戏剧的著名剧场还有创世纪剧院、纽约剧场组合（New York Theatre Ensemble）、老可靠剧场（The Old Reliable）、多芬剧场（The Dove Company）、剧作家工坊（The Playwrights Workshop）和演员艺术工作室（Workshop of the Players Art）等。
在外外百老汇被合并之前，外外百老汇戏剧以其实验性质闻名。布鲁克斯·麦克纳马拉写道，随着时间的推移，外外百老汇的作品开始失去其的一些实验精神，并反而开始模仿“外百老汇的特点，逐渐朝着百老汇的形象特点来重塑自己，尽管它们制作的作品经常不适合商业剧院”。
那些以演员权益协会成员为主要角色的外外百老汇戏剧作品可能更像是该协会的演示案例，旨在让未来的潜在雇主认识其旗下演员。演员权益协会尊重制作此类作品所需要的相关工会规则，包括对演出门票价格、排练时间及演出时间的限制。事实上，专业演员也会参与这类演示案例作品的制作，并构成了大多数纽约演员的舞台工作。而与此同时，修订《演员权益协会演出案例规则》的运动正在进行，相关人员认为该规则过于严厉而导致不利于纽约剧院的复兴。
1964年，外外百老汇作品获得了参与奥比奖的评选资格。1974年，戏剧桌奖开始以同样的标准评选外外百老汇作品与百老汇作品、外百老汇作品。而自2005年以来，纽约创新戏剧奖都会表彰在外外百老汇取得艺术成就的个人和组织。
剧作家柯克·伍德·布罗姆利在2005年的纽约创新戏剧奖颁奖礼上建议用“独立剧院（ / ）”来取代“外外百老汇”。

### 脚注
1. ↑  Charles Wright. . TheaterMania. 2004-10-04  [2022-05-30]. （原始内容存档于2018-12-02） （英语）.
2. 1 2  Brooks McNamara. . The Drama Review. 2001-12-01, 45 (4): 125–128. S2CID 57571738. doi:10.1162/105420401772990360 （英语）.
3. ↑  Viagas 2004，第72頁
4. ↑  Michael Smith. . 杜兰戏剧评论（英语：TDR (journal)）. 1966, 10 (4): 159 – 176. JSTOR 1125218. doi:10.2307/1125218 （英语）.
5. ↑  Malewitz 2014，第51頁
6. ↑  Gilbert, Ruth (编). . 纽约. Vol. 3 no. 9 (New York Media, LLC). 1970-03-02: 13  [2022-05-31]. ISSN 0028-7369. （原始内容存档于2022-05-31） （英语）.
7. ↑  Stephen J. Bottoms. . University of Michigan Press. 2004. ISBN 9780472031948. doi:10.3998/mpub.22965 （英语）.
8. ↑   (PDF). The New York Public Library. 2004-05  [2022-05-31]. （原始内容 (PDF)存档于2022-05-31） （英语）.
9. ↑  Tony Ortega. . 乡村之声. 2011-05-04  [2022-05-31]. （原始内容存档于2018-07-18） （英语）.
10. ↑  . 演员权益协会（英语：Actors' Equity Association）.   [2022-05-31]. （原始内容存档于2022-06-10） （英语）.
11. ↑  Garrett Eisler. . 乡村之声. 2007-08-28  [2022-05-31]. （原始内容存档于2007-11-09） （英语）.
12. ↑  . 戏剧桌奖.   [2022-05-31]. （原始内容存档于2015-03-25） （英语）.
13. ↑  . 纽约创新戏剧奖（英语：New York Innovative Theatre Awards）.   [2022-05-31]. （原始内容存档于2021-11-23） （英语）.
14. ↑  Jeffrey Eric Jenkins (编).  87th Edition. Hal Leonard. 2007: 261  [2022-06-01]. ISBN 9780879103460 （英语）.

### 文献
- Bottoms, Stephen James. . University of Michigan Press. 2006. ISBN 9780472031948 （英语）.
- Curley, Mallory. . Randy Press. 2013 （英语）.
- Viagas, Robert. . Back Stage Books. 2004. ISBN 9780823088096 （英语）.
- Malewitz, Raymond. . The Practice of Misuse (Stanford University Press). 2014. ISBN 9780804791960. JSTOR j.ctvqsf2xh. doi:10.11126/stanford/9780804791960.001.0001 （英语）.